# العلاقات الكوستاريكية اللاتفية
العلاقات الكوستاريكية اللاتفية هي العلاقات الثنائية التي تجمع بين كوستاريكا ولاتفيا.

## مقارنة بين البلدين
هذه مقارنة عامة ومرجعية للدولتين:
| وجه المقارنة                                              | كوستاريكا                                 | لاتفيا                                             |
| --------------------------------------------------------- | ----------------------------------------- | -------------------------------------------------- |
| المساحة (كم2)                                             | 51.10 ألف                                 | 64.59 ألف                                          |
| عدد السكان (نسمة)                                         | 4.91 مليون                                | 1.93 مليون                                         |
| الكثافة السكانية (ن./كم²)                                 | 96.09                                     | 29.88                                              |
| العاصمة                                                   | سان خوسيه                                 | ريغا                                               |
| اللغة الرسمية                                             | اللغة الإسبانية                           | اللغة اللاتفية                                     |
| العملة                                                    | كولون كوستاريكي                           | يورو، لاتس لاتفي، الروبل اللاتفي ‏، الروبل اللاتفي ‏ |
| الناتج المحلي الإجمالي (بليون دولار)                      | 57.06 مليار                               | 30.26 مليار                                        |
| الناتج المحلي الإجمالي (تعادل القوة الشرائية) بليون دولار | 74.98 مليار                               | 49.24 مليار                                        |
| الناتج المحلي الإجمالي الاسمي للفرد دولار أمريكي          | 11.26 ألف                                 | 14.06 ألف                                          |
| الناتج المحلي الإجمالي للفرد دولار أمريكي                 | 14.92 ألف                                 | 23.55 ألف                                          |
| مؤشر التنمية البشرية                                      | 0.766                                     | 0.819                                              |
| رمز المكالمات الدولي                                      | +506                                      | +371                                               |
| رمز الإنترنت                                              | .cr، قائمة نطاقات المستوى الأعلى للإنترنت | .lv                                                |
| المنطقة الزمنية                                           | 00                                        | ت ع م+02:00، ت ع م+03:00، أوروبا/ريغا ‏             |

## منظمات دولية مشتركة
يشترك البلدان في عضوية مجموعة من المنظمات الدولية، منها:
| علم المنظمة | اسم المنظمة                               | تاريخ انضمام كوستاريكا | تاريخ انضمام لاتفيا |
| ----------- | ----------------------------------------- | ---------------------- | ------------------- |
|             | منظمة التجارة العالمية                    | ?                      | 1999                |
|             | الاتحاد الدولي للاتصالات                  | 13 سبتمبر 1932         | 11 ديسمبر 1921      |
|             | المركز الدولي لتسوية المنازعات الاستشارية | 27 مايو 1993           | 7 سبتمبر 1997       |
|             | مؤسسة التنمية الدولية                     | 30 يونيو 1961          | 11 أغسطس 1992       |
|             | منظمة حظر الأسلحة الكيميائية              | ?                      | ?                   |
|             | يونسكو                                    | 19 مايو 1950           | 9 يوليو 1951        |
|             | الأمم المتحدة                             | 2 نوفمبر 1945          | 17 سبتمبر 1991      |
|             | وكالة ضمان الاستثمار متعدد الأطراف        | 8 فبراير 1994          | 21 أغسطس 1998       |
|             | البنك الدولي للإنشاء والتعمير             | 8 يناير 1946           | 11 أغسطس 1992       |
|             | الاتحاد البريدي العالمي                   | ?                      | ?                   |
|             | مؤسسة التمويل الدولية                     | 20 يوليو 1956          | 29 سبتمبر 1993      |
|             | منظمة الشرطة الجنائية الدولية             | ?                      | ?                   |
|             | الفريق المعني برصد الأرض                  | ?                      | ?                   |

## وصلات خارجية
- موقع وزارة الخارجية الكوستاريكية
- موقع وزارة الخارجية اللاتفية